# Кавари
Кавари, Кабари (угор. Kavarok, (помилкове читання) Kabarok, грец. κάβαροι) — хозарське плем'я; єдине, яке разом із сімома угорськими племенами, входило в давньоугорську конфедерацію племен епохи малого переселення народів, періоду вторгнення в Паннонію кінця ІХ — початку Х ст. та «Завоювання батьківщини на Дунаї» у вигляді заснованої там близько 1000 року християнської монархії — Угорського королівства.
Основою Каварів стали три роди, що покинули Хозарію в 1-й пол. IX століття після невдалого повстання проти верховної влади. Ряд дослідників припускають, що ця подія пов'язана зі становленням в Хозарському каганаті нової династії. Частина повсталих була убита, інші приєдналися в якості восьмого племені до семи племенам угорців. Після чого об'єдналися під владою одного правителя і стали називатися Кавара. Пройшовши разом з угорцями на їх сучасну територію, кавари, як зазначається, склали саму боєздатну частину їх війська. В Зальцбурзьких анналах (лат. Annales Salisburgenses) згадана у 881 році облога ними Кульберга в околицях Відня. У 894 р. армія Паннонії, разом з моравцями, складалася з каварів та секеїв. Плем'я Каварів також згадує Костянтин VII Багрянородний в своїй праці «Про управління імперією», підтверджуючи дані про повстання цих 3-х родів проти нової влади Хозарського каганату.
Етимологія імені походить від тюркського «не підпорядкований», «повсталий» або від угорського «змішувати». Перший час зберігали хозарську мову, засвоївши також мову угорців. Надалі були повністю асимільовані. З їх ім'ям на території Угорщини зафіксовано 4 топоніма і близько 20 топонімів з ім'ям хозар. З впливом кавар пов'язують деякі тюркські елементи в угорській мові.
Всі племена, що входили в склад давньоугорської конфедерації племен:
1. Єну — (угор. Jenő, грец. γενάχ)
2. Кеси — (угор. Keszi, грец. κασή)
3. Кийр — (угор. Kér, грец. καρή)
4. Кюртдьормот — (угор. Kürtgyarmat, грец. κουςτουγερμάτου)
5. Медьєр — (угор. Megyer, грец. μεγέρη)
6. Нєйк — (угор. Nyék, грец. νέκη)
7. Тор'ян — (угор. Tarján, грец. ταριάνου)
8. Кавари — (угор. Kavarok, грец. κάβαροι)